# Enoque da Silva Reis

Enoque da Silva Reis (1975)

Enoque da Silva Reis, eigentlich Henoch da Silva Reis, (* 9. Februar 1907 in Manacapuru; † 28. September 1998 in Rio de Janeiro) war ein brasilianischer Richter, Hochschullehrer und Politiker. Von 1975 bis 1979 war er Gouverneur des Bundesstaats Amazonas.

## Leben
Reis war der Sohn von Lázaro da Silva Reis und Maria Agra Reis. Er studierte Rechtswissenschaften an der
Faculdade de Direito do Amazonas, später aufgegangen in der Universidade Federal do Amazonas, wo er selbst Verfassungsrecht und Ethik als Hochschullehrer unterrichtete. Er war Arbeitsrichter im Komark Manaus, dem für Manaus zuständigen Gerichtsbezirk, und von 1943 bis 1946 Stadtpräfekt seiner Heimatstadt Manacapuru. Er war mit Laura Rubim Reis verheiratet, mit der er drei Töchter hatte.

## Politische Laufbahn
Präsident Humberto de Alencar Castelo Branco ernannte ihn am 24. März 1966 zum Richter am Tribunal Federal de Recursos (Bundesberufungsgericht). Seine politische Tätigkeit fällt in die Zeit der Militärdiktatur. Die juristische Tätigkeit wurde unterbrochen, als ihn Präsident Ernesto Geisel zum Gouverneur von Amazonas ernannte. Er war Mitglied der Aliança Renovadora Nacional (ARENA).

## Schriften
- A intervenção federal. (Hochschulschrift).
- Temas de direito constitucional e social. Editora Governo do Estado, Manaus 1965.
- Constituição do estado do Amazonas.
- A Constituição imperial do Brasil.
- O direito social e as constituições brasileiras.